# Tripp Eisen
Pour les articles homonymes, voir Eisen.
Tod Rex Salvador (né le 29 juin 1965), mieux connu sous le nom de Tripp Eisen ou aussi Tripp Rex Eisen ou Rex Eisen, est un musicien, plus connu comme ancien guitariste du groupe de metal industriel Static-X. Il est aussi un ancien membre de Dope, Murderdolls, Ego 69 et Teeze/Roughhouse.
Il quitte le groupe Static-X, à la suite de son arrestation le 10 février 2005, sur une accusation criminelle de contact sexuel avec un mineur dans le comté d’Orange, en Californie.
Lecteur d'Ayn Rand, il se réclame philosophiquement Objectiviste.

## Source
- (en) Cet article est partiellement ou en totalité issu de l’article de Wikipédia en anglais intitulé « Tripp Eisen » (voir la liste des auteurs).